# 平木哲
平木 哲（ひらき てつ、1947年3月29日 - ）は、日本の国土交通技官。気象庁長官を務めた。

## 来歴・人物
東京都出身。東京大学教養学部教養基礎科を経て、1976年に同大学院理学系研究科物理学専攻博士課程を修了し、同年に気象庁に入庁。2001年4月に福岡管区気象台長、2003年4月に地震火山部長、2004年4月に予報部長を経て、2006年4月から2009年4月までに長官を務めた。
2017年4月に瑞宝重光章を受章した。